# Ataque de Pulwama
El 14 de febrero de 2019, un convoy con personal de seguridad indio fue atacado con un coche bomba en Pulwama, en el estado de Jammu y Kashmir, al noroeste de India. En el atentado murieron 46 hombres de las Reservas Centrales de la Fuerza de Policía (CRPF) y el atacante. El ataque fue reivindicado por el grupo islamista basado en Pakistán Jaish-e-Mohammed. El atacante fue identificado como Adil Ahmed Dar. Es el ataque más mortífero desde 1989 contra las fuerzas de seguridad indias y se convirtió el detonante del conflicto indo-pakistaní de 2019.

## Trasfondo
Desde 2015, militantes basados en Pakistán han realizado ataques suicidas contra las fuerzas de seguridad indias en Cachemira. En julio de 2015, tres hombres armados atacaron un autobús y una estación de Policía en Gurdaspur. En 2016, varios hombres armados atacaron una Base de la Fuerza Aérea en Pathankot. En febrero y junio, mataron a nueve y a ocho indios encargados de la seguridad en Pampore. En septiembre cuatro agresores mataron en Uri a 19 soldados en una brigada del Ejército. El 31 de diciembre de 2017, el Centro de Formación del Comando en Lethpora también fue atacado con un saldo de cinco muertos. Estos ataques ocurrieron cerca de la Carretera Nacional entre Jammu y Srinagar.

## Ataque
El 14 de febrero de 2019, un convoy de 78 vehículos que transportan  más de 2.500 hombres de las Reservas Centrales de la Fuerza de Policía de Jammu a Srinagar por la Carretera Nacional 44. El convoy había salido de Jammu hacia las tres y media de la mañana y llevaba un gran número de soldados porque la carretera llevaba dos días cerrada. El convoy debía llegar a su destino antes del atardecer.
Hacia las tres de la tarde, en el distrito de Lethapora un Mahindra Scorpio lleno de explosivos embistió a uno de los autobuses. La explosión mató a 46 miembros del CRPF del 76.º Batallón e hirió a muchos otros. Los heridos fueron evacuados a la base del Ejército en Srinagar.
El grupo islamista basado en Pakistán Jaish-e-Mohammed reivindicó la responsabilidad del ataque. También publicó un vídeo del agresor Adil Ahmad Dar (alias Adil Ahmad Gaadi Takranewala alias Waqas Comando), que se unió al grupo hace un año. Pakistán negó cualquier implicación.

## Investigación y respuesta
Un equipo de la Agencia de Investigación Nacional investiga el ataque junto con el la Policía de Jammu y Kashmir. Las investigaciones iniciales sugirieron que el coche llevaba más de 300 kilogramos de explosivos, incluyendo 80 de RDX y nitrato de amonio.
India respondió con el bombardeo de Balakot el 26 de febrero de 2019, en el que doce Mirage 2000 de la Fuerza Aérea India cruzaron la Línea de control en Cachemira para efectuar el bombardeo de un campamento terrorista en la provincia pakistaní de Khyber Pakhtunkhwa.